# Medio de Larisa
Medio, procedente de Larisa, en Tesalia, fue un amigo de Alejandro Magno que acompañó a este en sus campañas por Asia. Es citado por Estrabón como autor de comentarios que relacionan Armenia con Tesalia, junto con Círsilo el farsalio.  Plutarco lo describió como el caudillo del coro de aduladores de Alejandro.
El Pseudo Calístenes señala que Medio se puso de acuerdo con Julo, copero de Alejandro, para envenenar a Alejandro y este se produjo durante un banquete que se celebró en casa de Medio. Plutarco y Arriano también mencionan el relato en que Alejandro empezó a sentirse mal después de ese banquete pero señalan que la mayoría de los historiadores considera la historia del envenenamiento como una invención.